# Tia Bajpai
Twinkle Bajpai (nacida el 22 de febrero de 1985 en Lucknow) conocida artísticamente como Tia Bajpai, es una actriz, cantante y presentadora de televisión india. Su carrera actoral y musical empezó a partir desde el 2005 y que hasta la fecha ella se mantiene activa en el mundo del espectáculo, además ha debutado como actriz de cine en la película titulada "Evil Returns" desde 2012.

## Filmografía

### Televisión
- 2006-08 Ghar Ki Lakshmi Betiyann as Laxmi Garodia
- 2005-06 as Sa Re Ga Ma Pa Challenge 2005 as Contestant
- 2008 Lux Kaun Jeetega Bollywood Ka Ticket as Contestant

### Películas
- 2011 Haunted-3D as Meera Sabharwal
- 2011 Lanka as Dr. Anju A. Khanna
- 2012 1920: Evil Returns as Smruti/Sangeeta[2]